# Marile speranțe (film din 1974)
Marile speranțe (în engleză Great Expectations) este un film de televiziune din 1974, inspirat din romanul omonim al lui Charles Dickens din 1861. A fost regizat de Joseph Hardy⁠(d), după un scenariu scris de Sherman Yellen⁠(d), și i-a avut în distribuție pe Michael York (în rolul lui Pip), Simon Gipps-Kent⁠(d) (în rolul tânărului Pip) și Sarah Miles (în rolul Estellei). Filmul a fost produs de Transcontinental Films și ITC⁠(d) și a fost difuzat la televiziune în Statele Unite ale Americii și lansat în cinematografe în Marea Britanie. El s-a rupt de tradiție prin faptul că aceeași actriță (Sarah Miles, în vârstă de 33 de ani), o interpretează atât pe tânăra, cât și pe bătrâna Estella. Filmul a fost filmat de Freddie Young⁠(d) în Eastmancolor⁠(d) și a fost înscris la ediția a IX-a a Festivalului Internațional de Film de la Moscova din 1975. Muzica a fost compusă de Maurice Jarre.

## Distribuție
- Michael York — Pip
- Sarah Miles — Estella
- James Mason — Abel Magwitch
- Margaret Leighton⁠(d) — dra Havisham
- Robert Morley — unchiul Pumblechook
- Anthony Quayle — Jaggers
- Joss Ackland⁠(d) — Joe Gargery
- Rachel Roberts⁠(d) — dna Gargerie
- Andrew Ray⁠(d) — Herbert Pocket
- Heather Sears — Biddy
- Simon Gipps-Kent⁠(d) — tânărul Pip
- James Faulkner⁠(d) — Bentley Drummle
- Peter Bull — Wemmick
- John Clive⁠(d) — dl Wopsle
- Patsy Smart⁠(d) — dna Wopsle
- Maria Charles⁠(d) — Sarah Pocket